# Tschapajew (Roman)
Tschapajew (russisch Чапаев, wiss. Transliteration Čapaev) ist der Titel eines Romans des russischen und sowjetischen Schriftstellers Dmitri Furmanow (1891–1926), der 1923 veröffentlicht wurde, ein Roman über das Leben und den Tod des Heerführers der Roten Armee, Wassili Iwanowitsch Tschapajew (1887–1919), eines der Helden des Russischen Bürgerkriegs. Der Autor Furmanow kam 1919 erstmals mit Tschapajew in Berührung und wurde Kommissar der 25. Schützendivision, die von Tschapajew während des Russischen Bürgerkrieges angeführt wurde. Tschapajew fiel im selben Jahr.

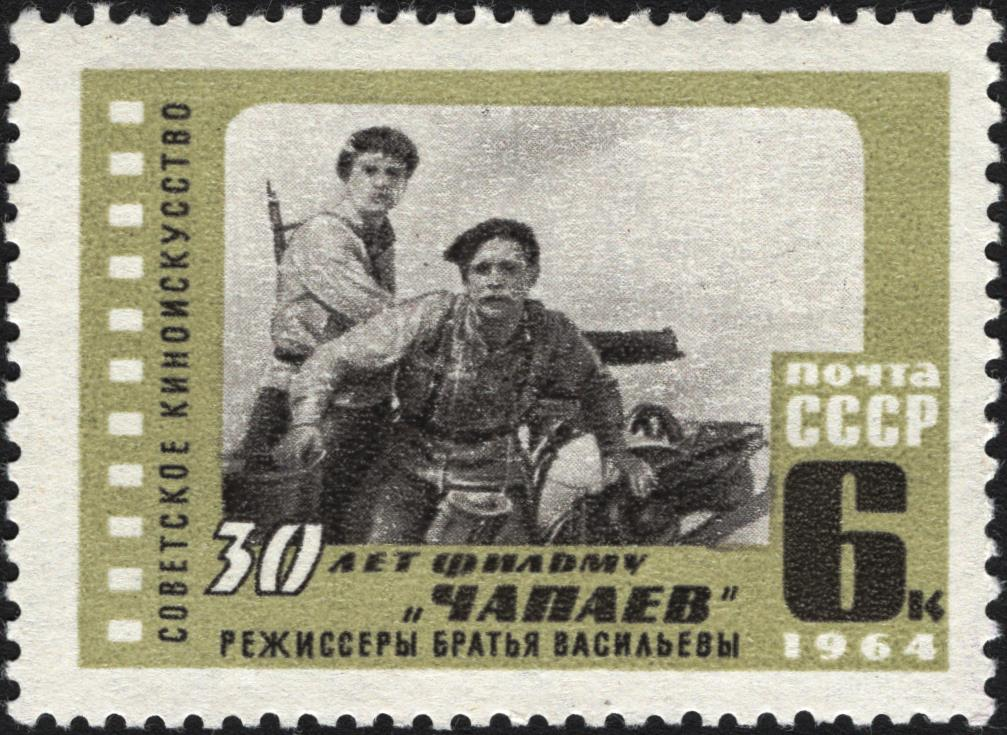
Sowjetische Briefmarke aus dem Jahr 1964 anlässlich des 30. Filmjubiläums

## Hauptfiguren
- Wassili Iwanowitsch Tschapajew – mittelgroß, dunkelblondes Haar, blaue Augen, Schnauzbart eines Feldwebels. Er trägt eine Feldjacke, eine schwarze Burka, einen schwarzen Hut mit roter Kappe, eine blaue Hose und Hirschstiefel. Riemen an den Schultern, Revolver an der Seite. Unehelicher Sohn einer Gouverneurstochter aus Kasan und eines Zigeunerkünstlers. Veteran des Ersten Weltkriegs. Feldfebel, Ritter des Ordens des Heiligen Georg. Er war Sozialrevolutionär, Anarchist und trat den Bolschewiki bei. Er ertrank als verwundeter Mann im Uralfluss.
- Fjodor Klytschkow – Kommissar, ehemaliger Student und Sanitäter.
- Pjotr Issajew – Adjutant von Tschapajew. Er erschoss sich mit einem Nagant, um nicht gefangen genommen zu werden.

## Handlung
Die Handlung des Romans ist von Furmanows Erfahrungen inspiriert und spielt an der Ostfront während des Russischen Bürgerkriegs, wo Furmanow als politischer Kommissar in der 25. Schützendivision der Roten Armee diente. Titelprotagonist ist der Divisionskommandeur Wassili Tschapajew, der trotz fehlender formaler Ausbildung hervorragende militärische Begabung zeigt und in den kritischen Monaten des Frühjahrs und Sommers 1919 legendäre Siege gegen die Weißgardisten erringt. In dem Roman verkörpert die Figur Fjodor Klytschkow den Autor Furmanow selbst, und sie kann auch als Autobiographie des Autors verstanden werden. Aufgrund seiner Herangehensweise an den Bürgerkrieg und seiner Charaktere wird Tschapajew oft als eines der berühmtesten Beispiele des sozialistischen Realismus in der sowjetischen Literatur zitiert. Der Roman diente (zusammen mit den Memoiren der Rotarmisten von Tschapajew) 1934 als Grundlage für den gleichnamigen Film, der als eine der beliebtesten und einflussreichsten Errungenschaften des sowjetischen Kinos gilt.

## Hörspielfassung
1968 ließ der Rundfunk der DDR von Autor Dieter Müller eine Hörspielfassung des Romans unter dem gleichen Titel für Kinder erstellen. Die Regie übernahm Walter Niklaus. Zu den Sprechern gehörten u. a. Hans Teuscher (Fjodor Klytschbow), Gerhard Paul (Tschapajew), Peter Herden (Frunse), Regina Mayer (Olga) und Wolfgang Sörgel (Kutjakow). Die Erstsendung fand am 18. Dezember 1968 statt. Die Abspieldauer beträgt 54'41 Minuten.

## Verschiedenes
Tschapajew ist (insbesondere durch die Verfilmung) zu einer beliebten Figur politischer Witze und Anekdoten geworden (in den Tschapajew-und-Petka-Witzen), sein Adjutant Petka (Петька) und eine Frau namens Anka (Анка), eine Maschinengewehrschützin, sind oft Nebenfiguren dieser Witze.